# La Bégude-de-Mazenc
La Bégude-de-Mazenc ist eine französische Gemeinde mit 1.739 Einwohnern (Stand 1. Januar 2022) im Département Drôme in der Region Auvergne-Rhône-Alpes; sie gehört zum Kanton Dieulefit im Arrondissement Nyons.

## Geografie
La Bégude-de-Mazenc liegt auf einer mittleren Höhe von 220 Metern über dem Meeresspiegel im Süden des Départements Drôme, 12 Kilometer westlich von Dieulefit und 16 Kilometer östlich von Montélimar. Das Gemeindegebiet wird von den Flüssen Jabron und Vermenon durchquert, an der nördlichen Grenze verläuft der Roubion. Die nächstgelegenen Orte sind Souspierre, Portes-en-Valdaine, La Bâtie-Rolland, Salettes und Charols.

## Geschichte
Der Name des Ortes leitet sich ab von endroit où l’on boit (lateinisch: bevutam, provencalisch: begusta, begudo, zu deutsch: Wo man trinkt…), die Einwohner nennen sich les Bégudiens bzw. les Bégudiennes.

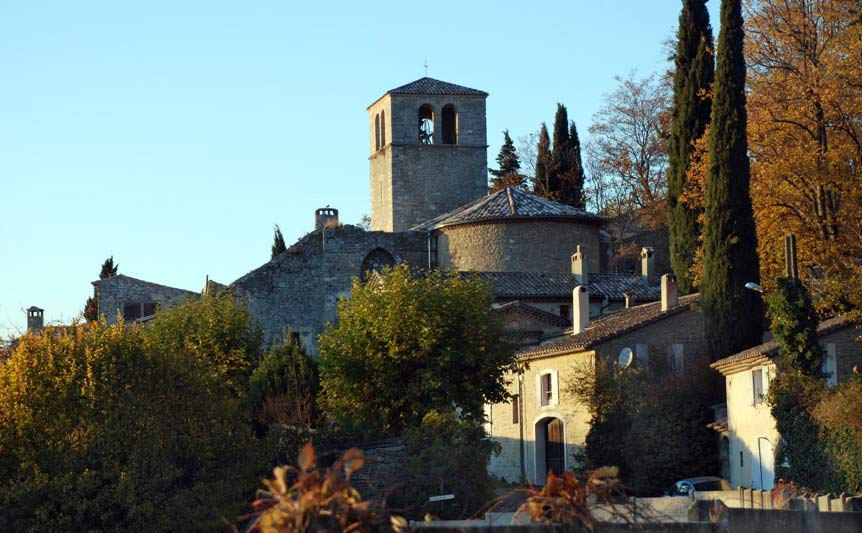
Ansicht von Süden

Er lag an der Nord-Süd-Straße, welche die Provence mit den großen Städten des Nordens wie Dauphiné und Genf verband, war ehemals eine Fortifikation der Malteser-Kommende von Le Poët-Laval und wurde 1320 weitestgehend zerstört.
Zu seinen Ursprüngen war die Burg Châteauneuf-de-Mazenc eigentlicher Kern des Ortes und Eigentum der Grafen und Herzöge von Valentinois. In späteren Jahrhunderten fiel diese durch Käufe, Erbschaft oder Heirat an verschiedene Familienzweige, wie die Poitiers zu Vesc, später an die Familie d’Yse de Rosans aus Grenoble und schließlich 1665/1769 an De Ravel aus (Les Crottes) Dauphiné, die auch ihren Wohnsitz auf dem Château nahmen.
Der heutige Ort Bégude war ursprünglich ein zum Chateauneuf-de-Mazenc gehörender Weiler am Ufer des Jabron und der Kreuzung der Nord-Süd-Straße mit der Straße Dieulefit-Montélimar. Die älteste urkundliche Erwähnung als Las Begurs stammt aus dem Jahr 1528. Aufgrund seiner Lage und des sich dort ansiedelnden Gewerbes (Mühlen, Gerbereien, Gasthaus) kam der Ort zu immer größerer Bedeutung. Auch waren das Ackerland gut und die Wasservorkommen in den langen heißen Sommern sicher. Dazu gesellten sich bald die Schafzucht, die Handwerke der Tuchmacher und Färber. Da aufgrund minderer Qualitäten und steigender Ansprüche die Nachfrage rückläufig wurde, begann man im 17. Jahrhundert mit der Anpflanzung von Maulbeerbäumen und der Seidenraupenzucht. Im 18. Jahrhundert begann der Weiler Bégude stetig zu wachsen.
Im Revolutionsjahr 1790 wurde Châteauneuf-de-Mazenc kurzzeitig zum Haupt- und Gerichtsort der Region, es verlor diese Rechte jedoch schon 1800 im Rahmen der Neuordnung der Verwaltungsstruktur an Dieulefit. Im 19. Jahrhundert setzte auch in La Bégude-de-Mazenc eine zunehmende Landflucht ein. Dies führte dazu, dass Bégude ab 1894 zum Hauptort wurde und der alte Ortsname Châteauneuf-de-Mazenc in La Bégude-de-Mazenc geändert wurde.

### Bevölkerungsentwicklung
| Jahr                       | 1911 | 1962 | 1968 | 1975 | 1990 | 1999 | 2006 | 2016 |
| Einwohner                  | 1348 | 1029 | 980  | 904  | 1021 | 1053 | 1395 | 1670 |
| Quellen: Cassini und INSEE |      |      |      |      |      |      |      |      |

## Sehenswürdigkeiten
- Mittelalterliches Stadtbild: La-Bégude-de-Mazenc mit seinen verwinkelten Straßen, Durchgängen und steilen Gassen und überragt vom Belfried der einstigen Burg hat bis heute den Charme des Mittelalters bewahrt. Derzeit gibt es noch Reste der Mauern und die Burgruine. Drei Tore gewährten einst den Zugang: das Neue Tor im Norden, das Kirchtor im Süden bei der St.-Peters-Kirche und das dritte Tor am unteren Rand des Dorfes gegen die Ebene.

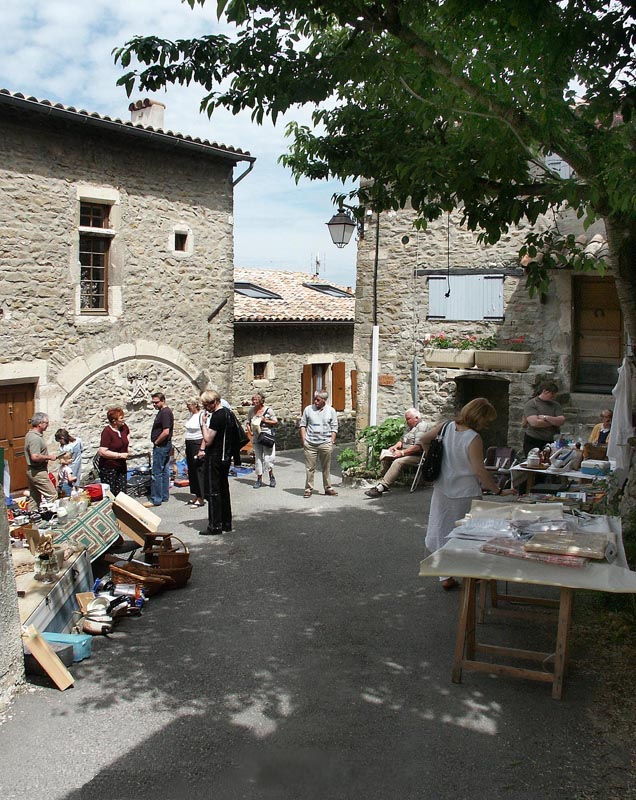
Der Place du sel.
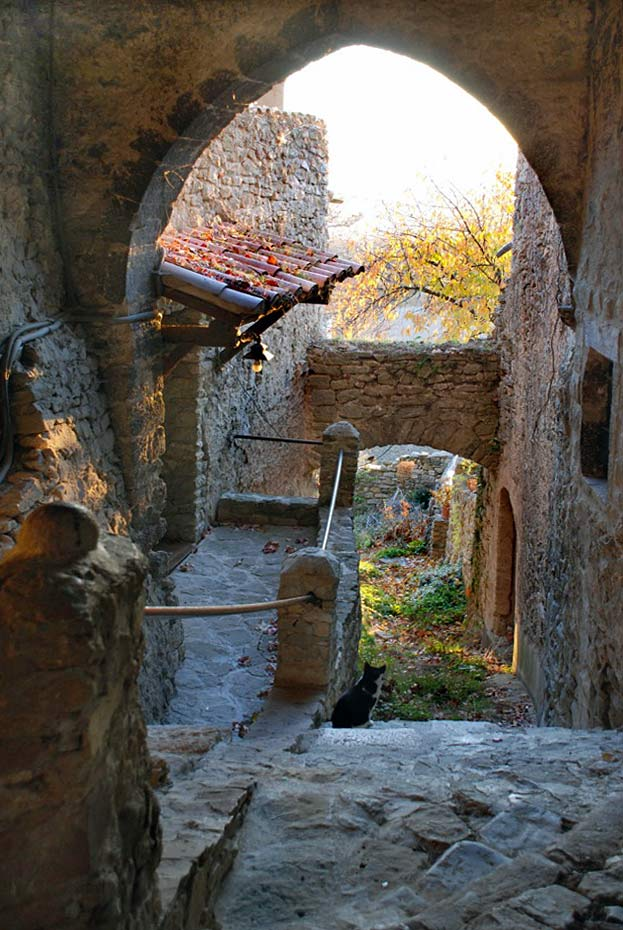
Der Draille aux Chèvres (Ziegentrieb).
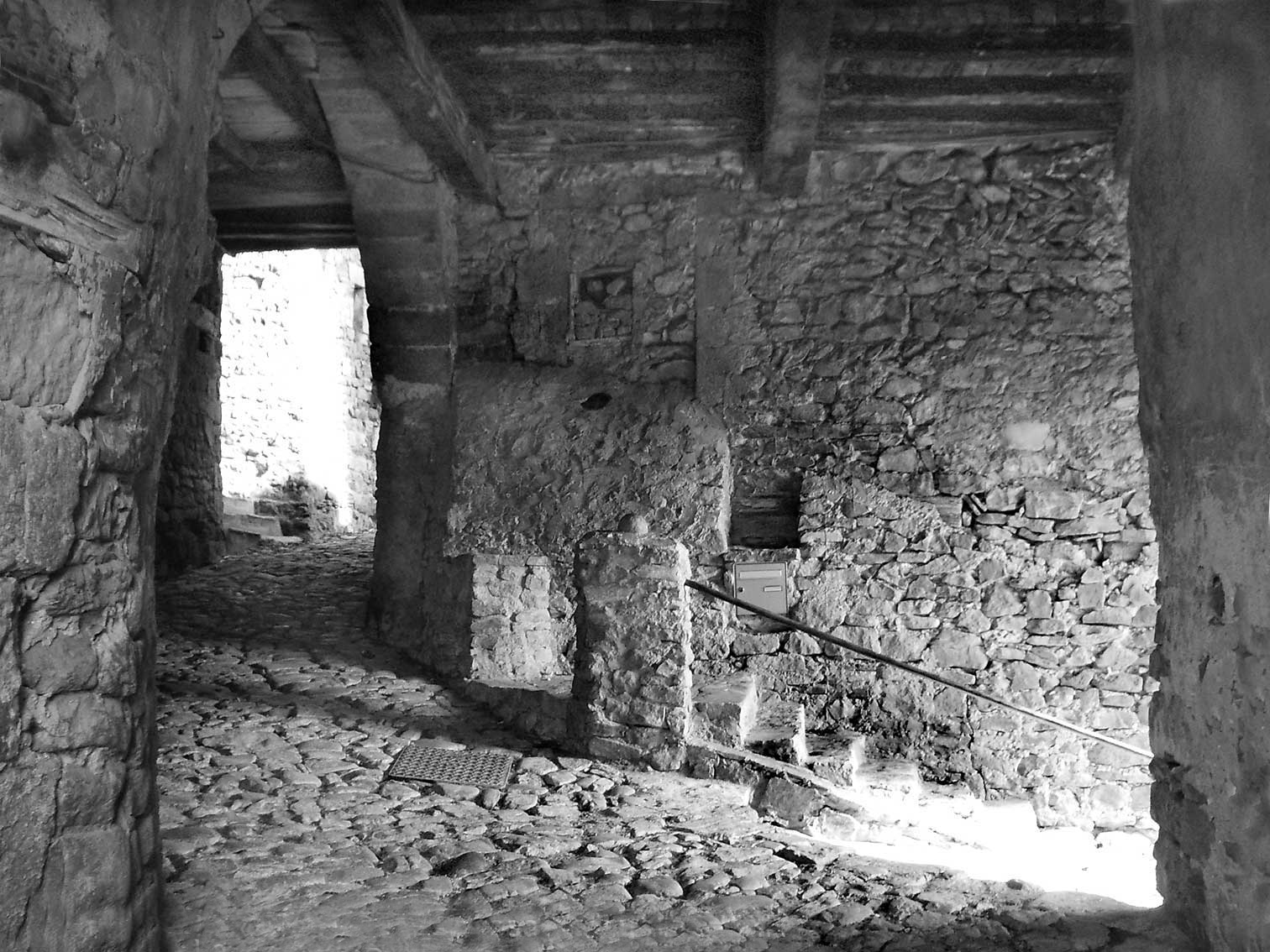
Mittelalterliche Durchfahrt.
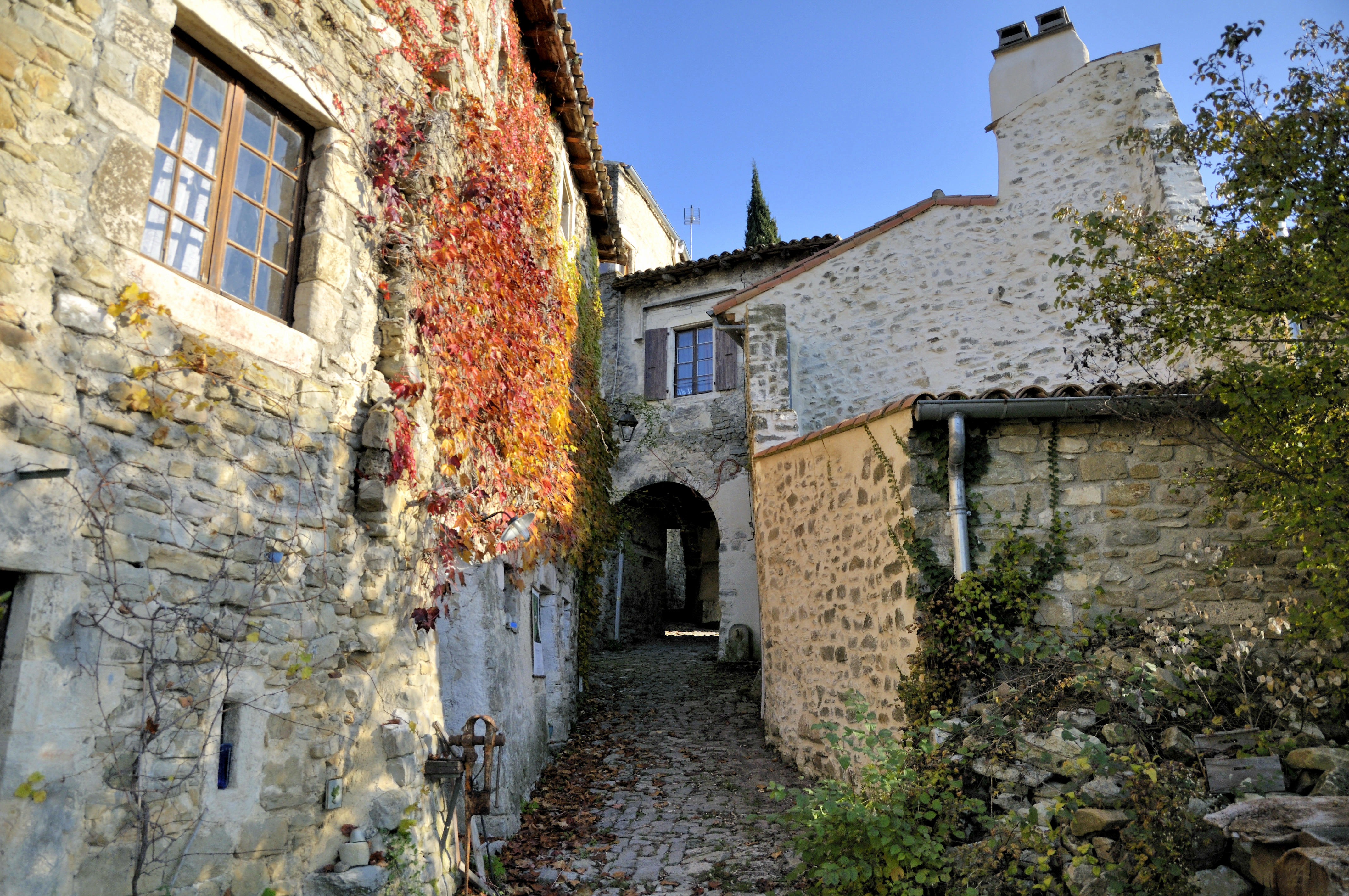
Malerischer Winkel im Ort.
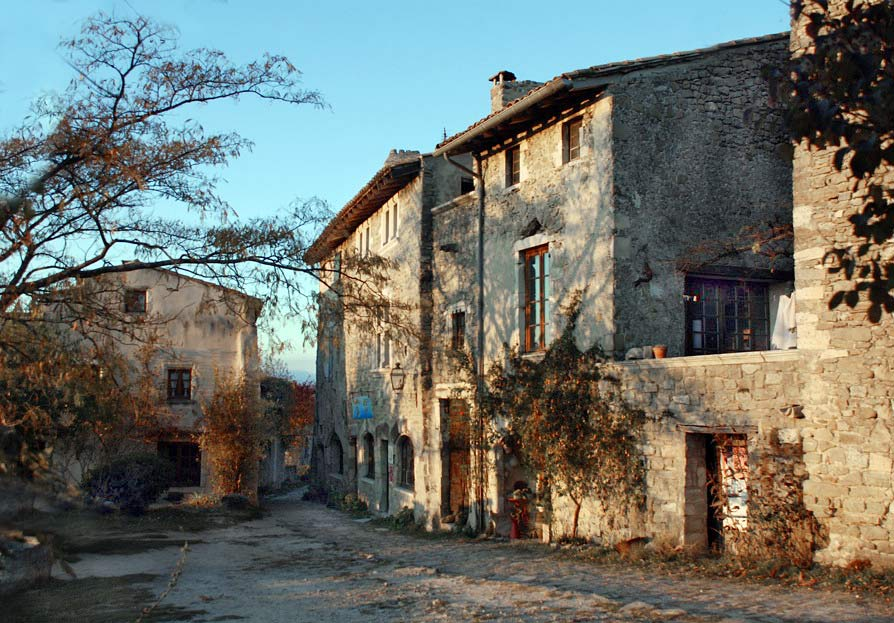
In der Hauptstraße.

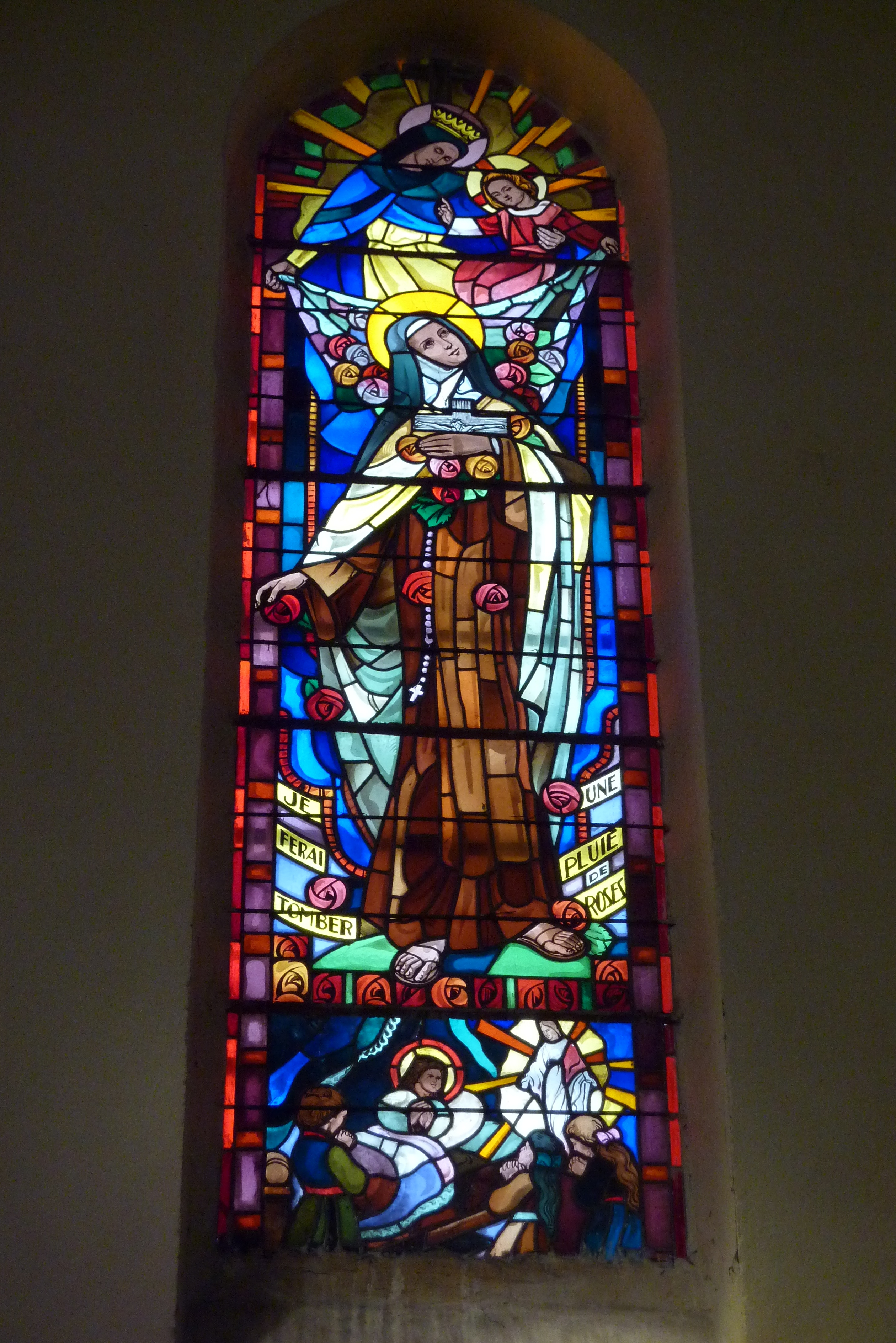
Bleiglasfenster in der Kirche Saint Sebastien

- St.-Sebastians-Kirche (Église Saint Sebastien) mit kunsthistorisch außergewöhnlich wertvollen und ausdrucksstarken Bleiglasfenstern.
- Château Loubet (das alte Chateau de Mas): Vom Ursprung her ein burgähnlich befestigtes provençalisches Landgut aus dem Mittelalter, ab 1655 schlossähnlich umgebaut, wobei die vier aus dem Mittelalter stammenden Türme erhalten blieben. Die Ost- und Westfassade und die Kapelle stammen aus dem 18. Jahrhundert, die Südfassade wurde in der Zeit der Romantik ausgiebig mit Zinnen, neuen Giebeln, Fenstern und einem Paradebalkon neu gestaltet. Ab 1905 war es Landsitz des ehemaligen Staatspräsidenten der Republik Frankreich, Émile Loubet.
- Châteauneuf-de-Mazenc: Mittelalterliche Burg mit bemerkenswerter Torfahrt und weithin sichtbarem Belfried; im 20. Jahrhundert saniert. Der Belfried dient heute als Glockenturm, die Glocke stammt aus dem Jahr 1746. Auf der Südseite des Turmes ist eine Sonnenuhr angebracht.

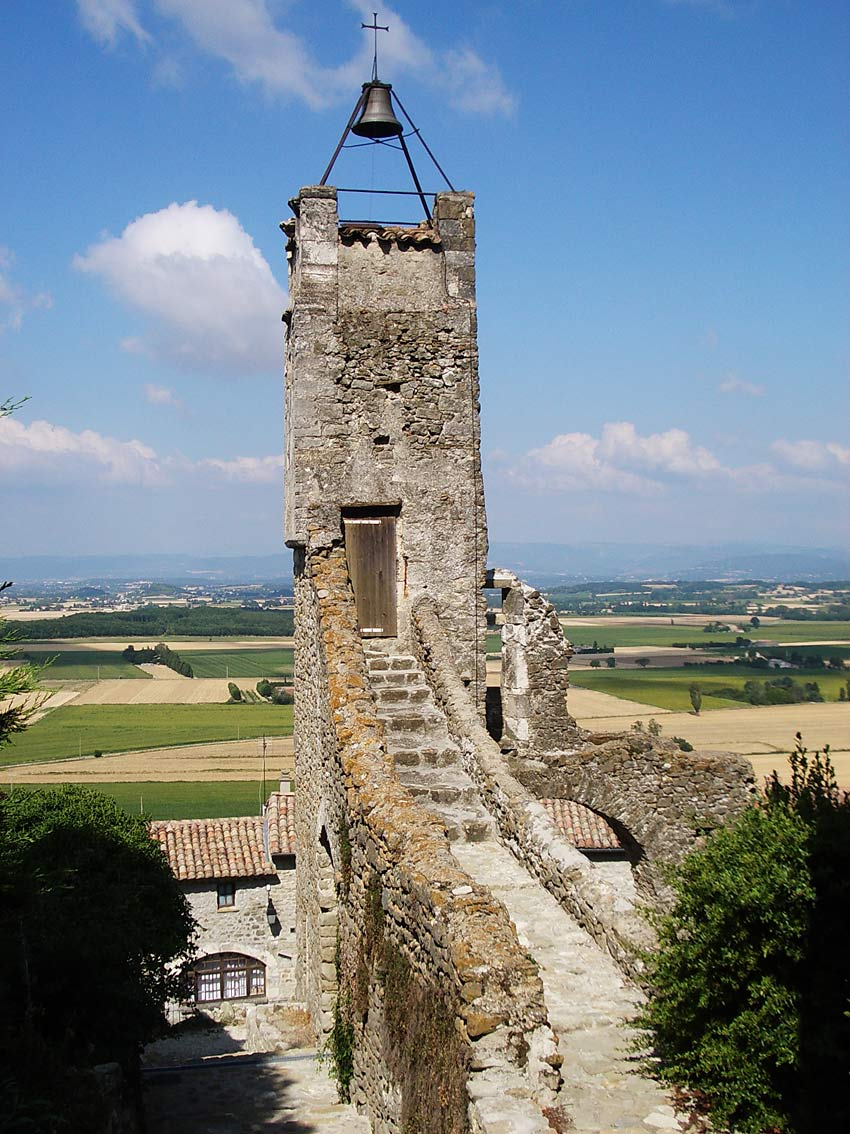
Der Belfried.
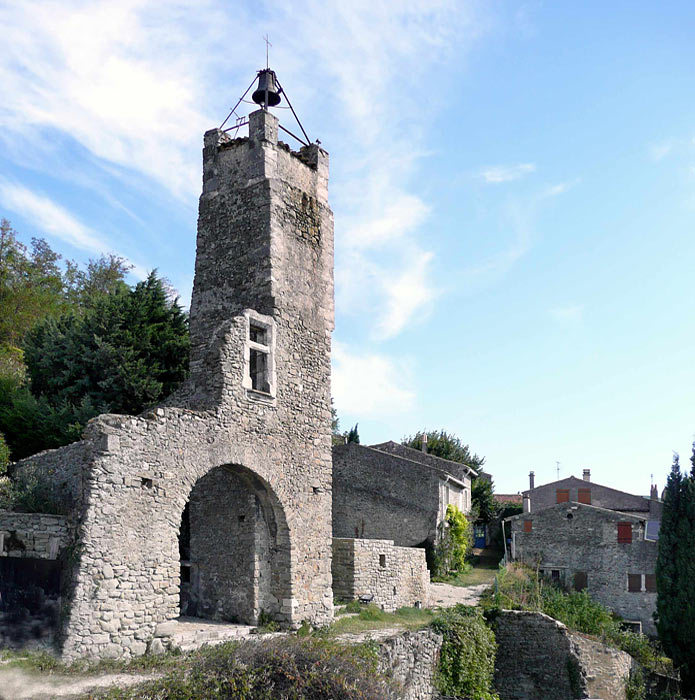
Häuser am Fuß des Belfrieds.
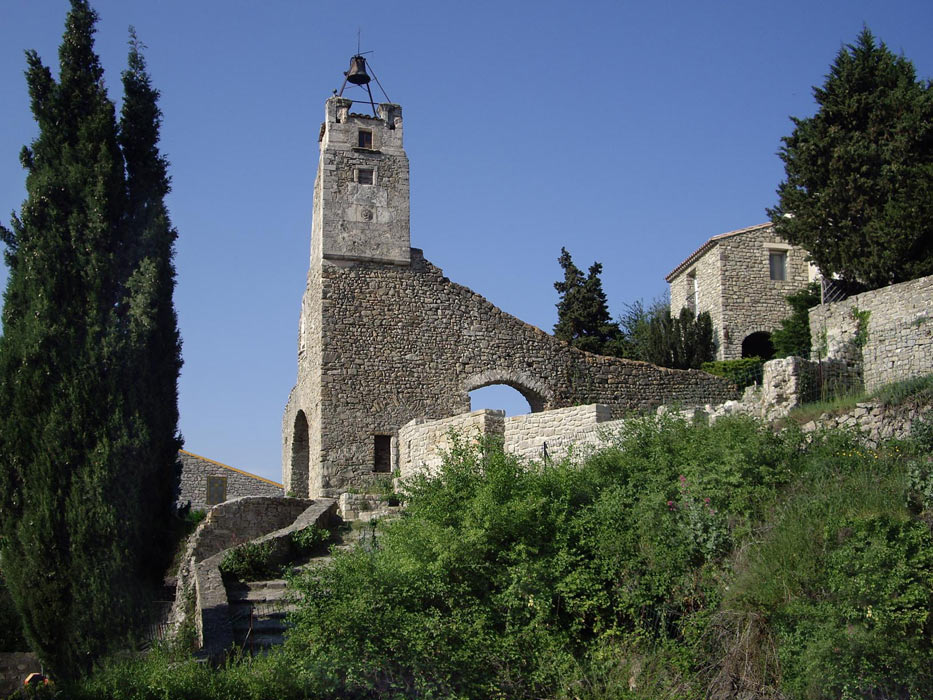
Der Belfried von Châteauneuf-de-Mazenc.
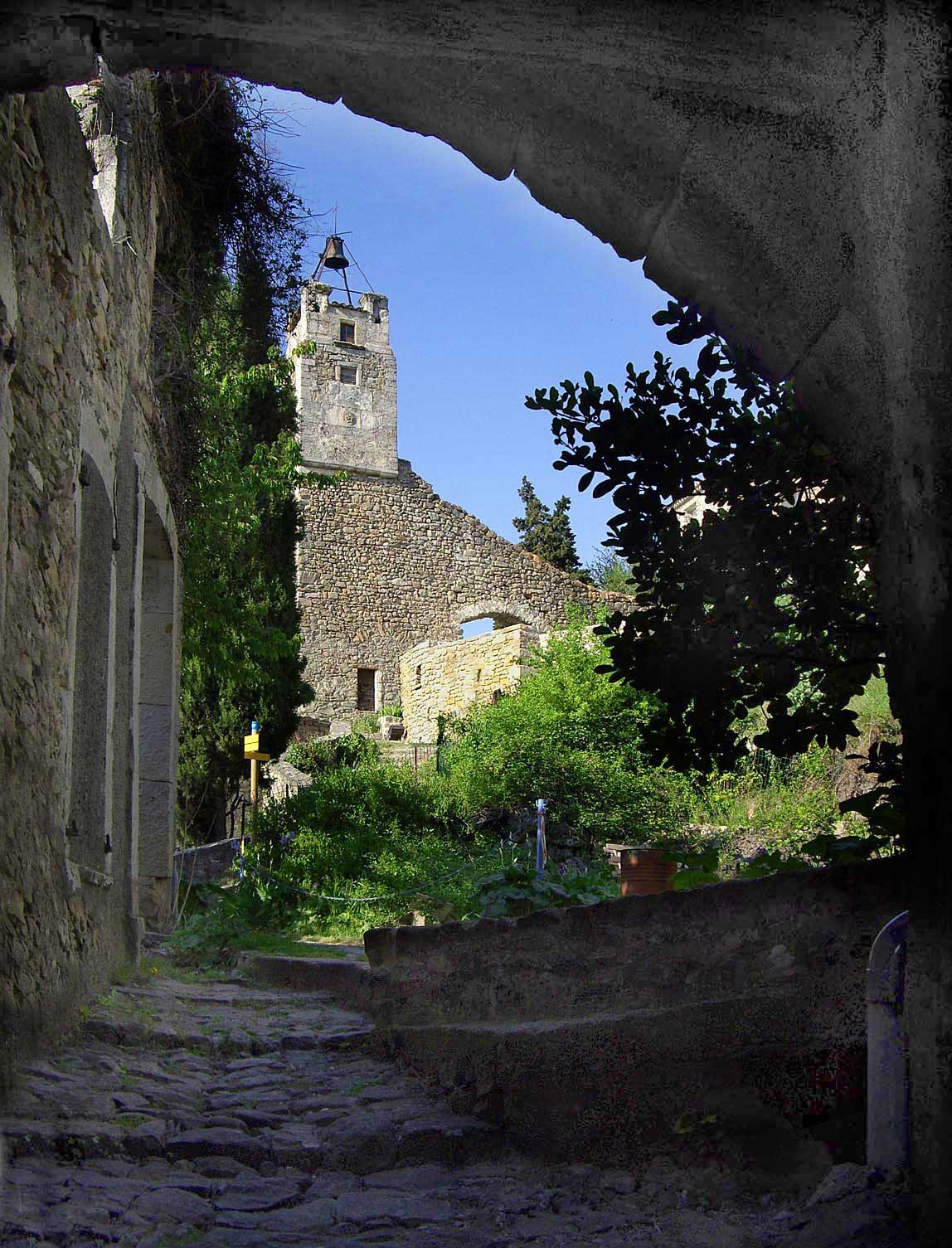
Ruelle montant vers le beffroi.
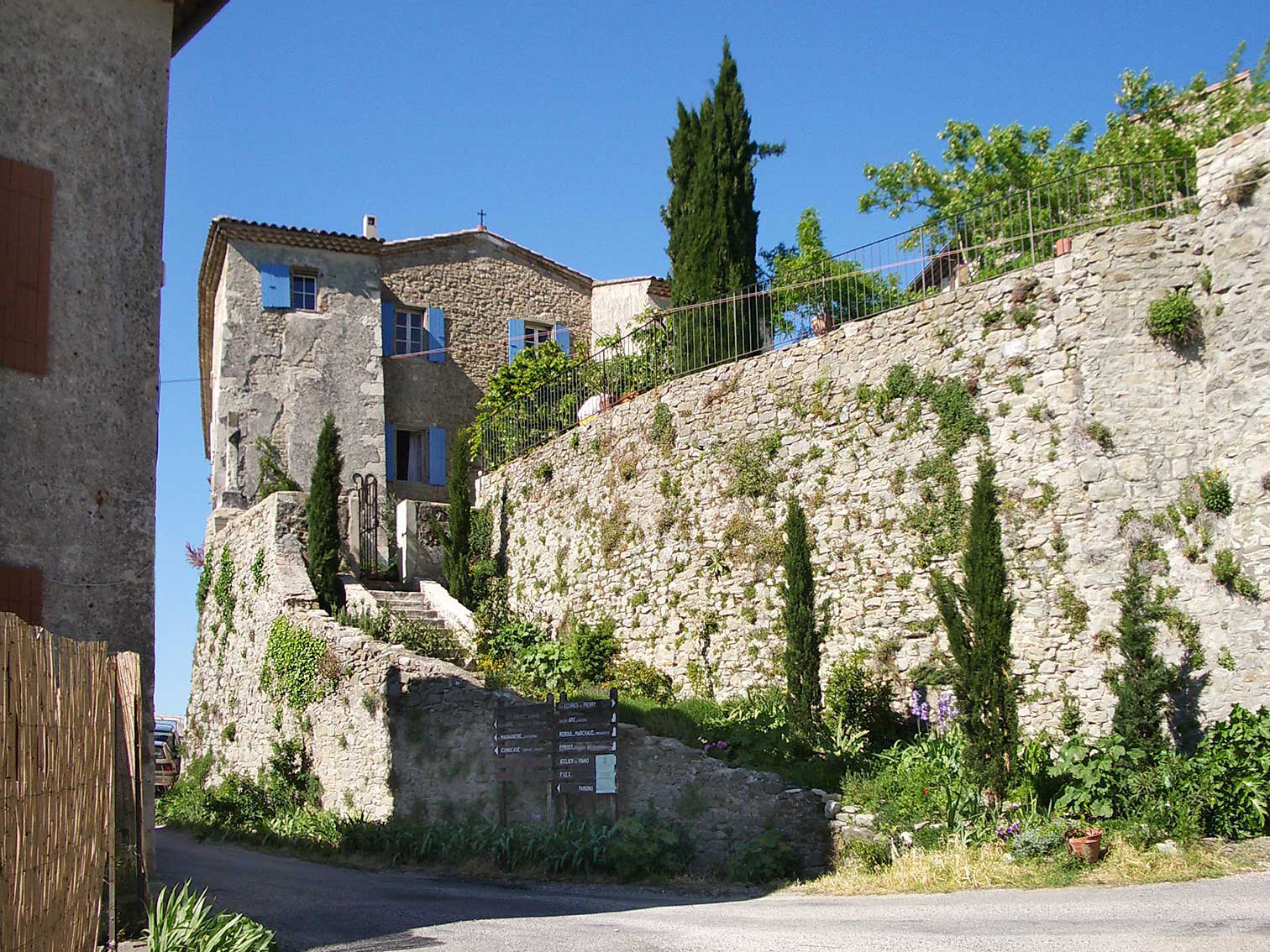
Der Aufgang zum Châteauneuf-de-Mazenc.

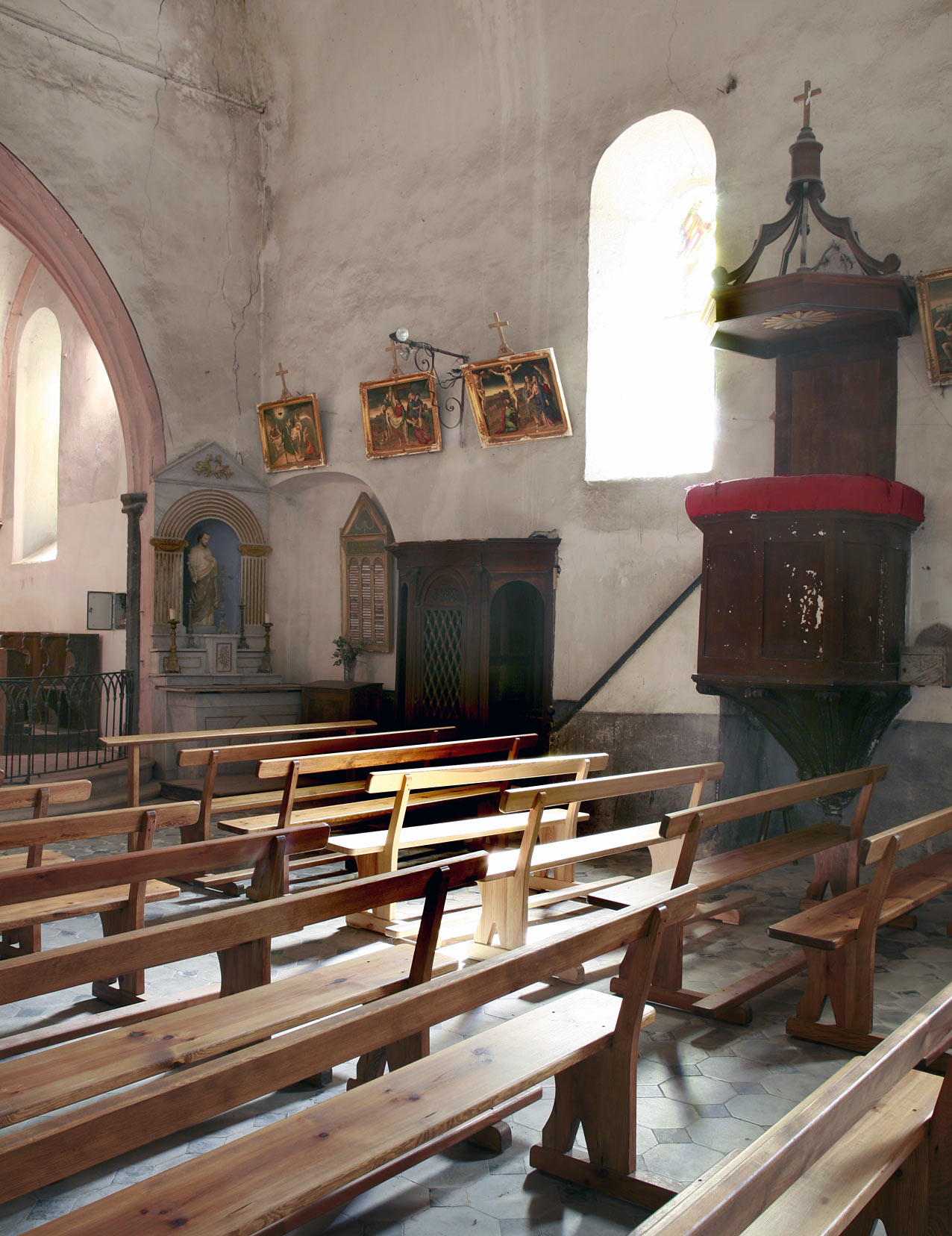
Inneres der St.-Peters-Kirche

- St.-Peters-Kirche (Église Saint-Pierre-aux-Liens). Die romanische St.-Peters-Kirche ersetzte einen Vorgängerbau aus dem 12. Jahrhundert, der im 14. Jahrhundert während des Hundertjährigen Krieges zu Schaden gekommen war. Sie wurde von der Malteser-Kommende in Le Poët-Laval errichtet, zu der La Bégude-de-Mazenc damals gehörte. Von den ursprünglich drei Seitenkapellen wurden 1533 zwei entfernt. Weitere größere Umbauten erfolgten 1710. Der hölzerne Hochaltar in Marmoroptik stammt wahrscheinlich aus der ersten Hälfte des 17. Jahrhunderts, die Beichtstühle aus dem 19. Jahrhundert.

- Carmelkapelle (Chapelle Notre-Dame-du-Mont-Carmel) aus dem 12. Jahrhundert. Auf einer Anhöhe oberhalb des Ortes befindet sich der Friedhof mit der romanischen Kapelle Unserer Lieben Frau vom Berge Karmel (früher Notre Dame de Martolet) aus dem 12. Jahrhundert. Mit ihren bis zu zwei Meter dicken Mauern, der engen Pforte und kaum verbautem Holz als Wehrkirche konzipiert, diente in den unruhigen Zeiten des Mittelalters als Zufluchtsort für die Bewohner.

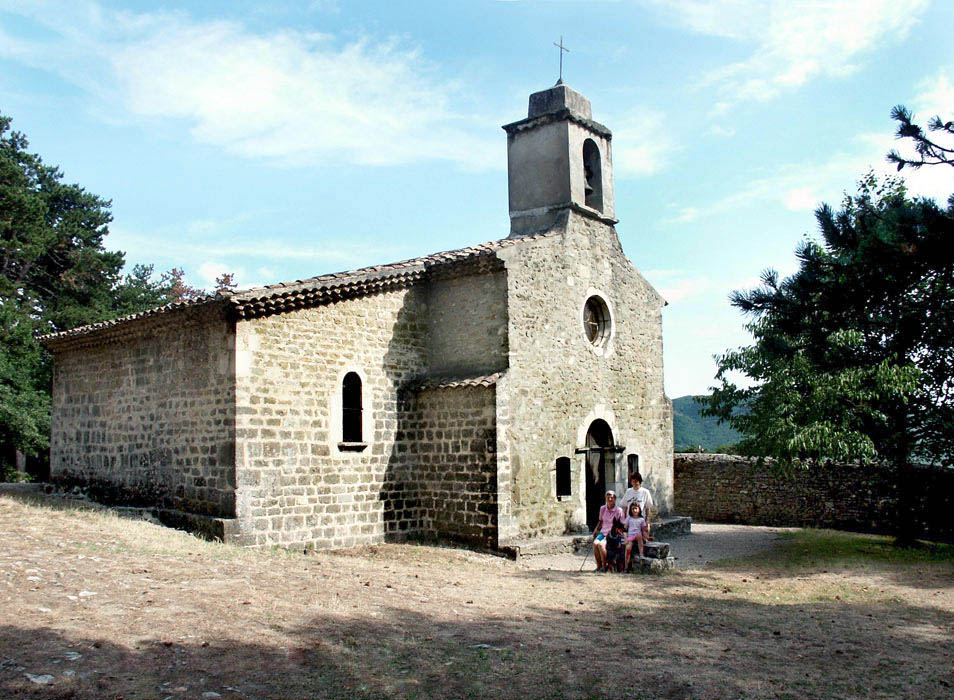
Die Kapelle Notre-Dame-de-Mont-Carmel.
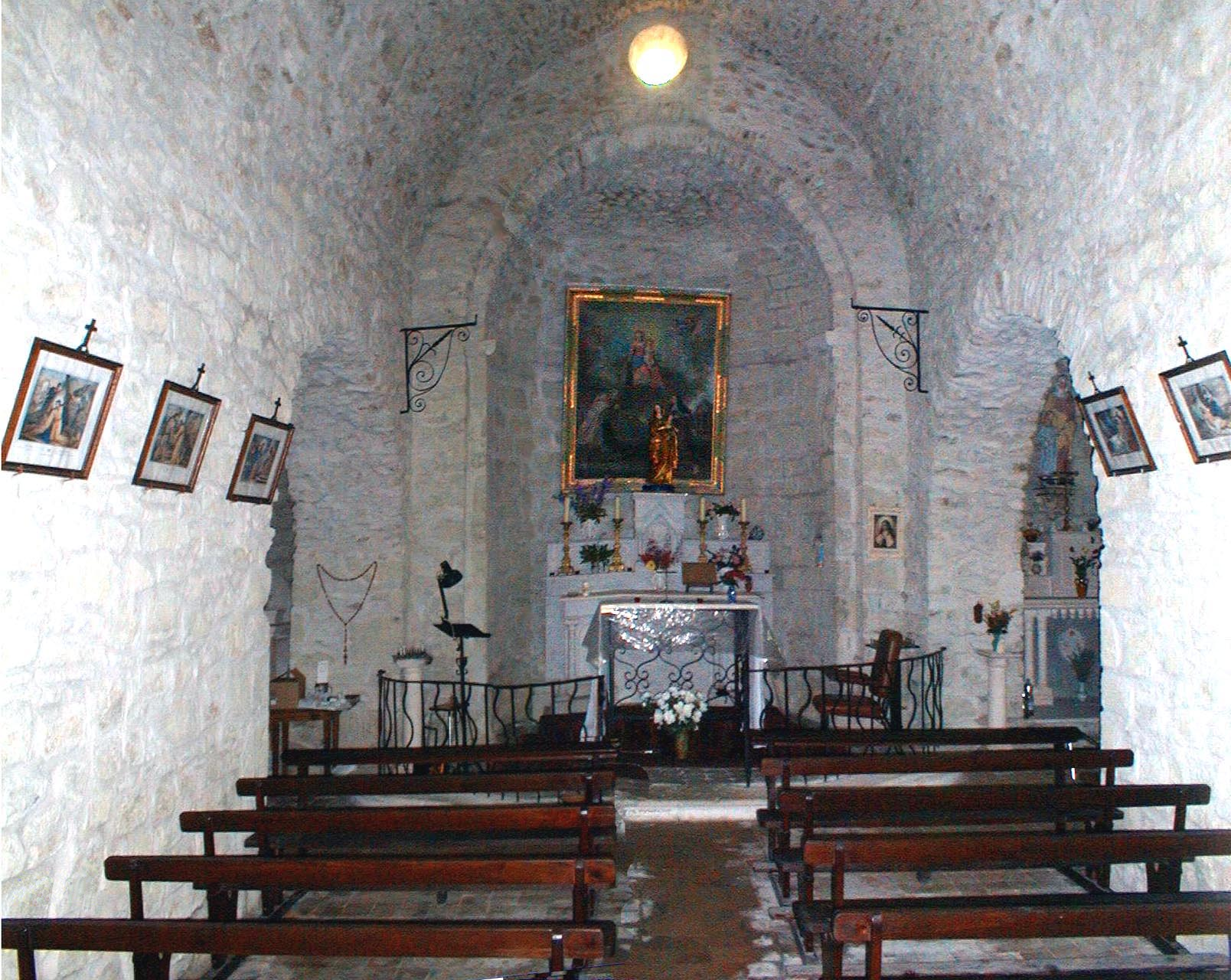
Im Inneren der Kapelle.

## Persönlichkeiten
- Paul Gibiard (* 17. November 1878 in La Bégude-de-Mazenc; † 20. Jahrhundert), Turner
- Émile Loubet (* 30. Dezember 1838 in Marsanne, † 20. Dezember 1929 in Montélimar), von 1899 bis 1906 Präsident der Republik Frankreich (Dritte Republik). Sein ehemaliger Landsitz ist das im Ort befindliche Schloss mit einem großen Park nebst Teich. Dieses Schloss wie auch der Marktplatz tragen heute seinen Namen.
- Ernest Jouhy (* 1913 in Berlin; † 1988) war im Rahmen der Resistance im Ort und der Umgebung. Im Jahre 1961 gründete er dort das FIEF (Foyer International d’Etudes Françaises), das auch heute noch eine wichtige Rolle in der deutsch-französischen Verständigung und der europäischen Idee spielt.